# Gauß-Jordan-Algorithmus
Der Gauß-Jordan-Algorithmus ist ein Algorithmus aus den mathematischen Teilgebieten der linearen Algebra und Numerik. Mit dem Verfahren lässt sich die Lösung eines linearen Gleichungssystems berechnen. Es ist eine Erweiterung des gaußschen Eliminationsverfahrens, bei dem in einem zusätzlichen Schritt das Gleichungssystem bzw. dessen erweiterte Koeffizientenmatrix auf die reduzierte Stufenform gebracht wird. Daraus lässt sich dann die Lösung direkt ablesen.
Außerdem kann der Gauß-Jordan-Algorithmus zur Berechnung der Inversen einer Matrix verwendet werden.
Namensgeber neben Carl Friedrich Gauß ist nicht, wie gelegentlich angenommen wird, der ebenfalls in der Linearen Algebra herausragende französische Mathematiker Camille Jordan, sondern der deutsche Geodät Wilhelm Jordan. Dieser ist aber mit großer Wahrscheinlichkeit nicht der „Erfinder“ des zusätzlichen Algorithmusschrittes, sondern nur derjenige, der es seinem Leser- und Hörerkreis nähergebracht hat.

## Umformungsschritte
1. Man wählt die erste Spalte von links, in der mindestens ein von Null verschiedener Wert steht.
2. Ist die oberste Zahl der gewählten Spalte eine Null, so vertauscht man die erste Zeile mit einer anderen Zeile, in der in dieser Spalte keine Null steht.
3. Man dividiert die erste Zeile durch das nun oberste Element der gewählten Spalte.
4. Man subtrahiert entsprechende Vielfache der ersten Zeile von den darunterliegenden Zeilen mit dem Ziel, dass das erste Element jeder Zeile (außer der ersten) Null wird.
5. Durch Streichen der ersten Zeile und Spalte erhält man eine Restmatrix, auf die man diese Schritte wieder anwendet. Das führt man solange durch, bis die Matrix in Zeilenstufenform ist.
6. Man zieht danach von den darüberliegenden Zeilen entsprechende Vielfache ab, sodass über einer führenden 1 nur Nullen stehen.

## Beispiel
Es ist das folgende lineare Gleichungssystem gegeben:
{\displaystyle {\begin{aligned}a&+\ \ b+c=0\\4a&+2b+c=1\\9a&+3b+c=3\end{aligned}}}
Es wird nun die erweiterte Koeffizientenmatrix des Gleichungssystems gebildet. In der ersten Spalte stehen die Faktoren der Variablen {\displaystyle a}, in der zweiten die der Variablen {\displaystyle b}, in der dritten die der Variablen {\displaystyle c} und in der vierten die rechte Seite des Gleichungssystems. Es sollen nun von den einzelnen Zeilen dieser Matrix solche Vielfache der übrigen Zeilen subtrahiert werden, dass schließlich auf der linken Seite die Einheitsmatrix steht:
{\displaystyle \left({\begin{array}{ccc|c}1&1&1&0\\4&2&1&1\\9&3&1&3\end{array}}\right)}
Es werden nun folgende Zeilentransformationen vorgenommen:
- Von Zeile 2 wird subtrahiert: 4 × Zeile 1.
- Von Zeile 3 wird subtrahiert: 9 × Zeile 1.

Damit ergibt sich:
{\displaystyle \left({\begin{array}{ccc|c}1&\ 1&\ 1&0\\0&-2&-3&1\\0&-6&-8&3\end{array}}\right)}
- Von Zeile 3 wird subtrahiert: 3 × Zeile 2.
- Zeile 2 wird dividiert durch −2.

{\displaystyle \left({\begin{array}{ccc|c}1&1&1&\ 0\\0&1&{3 \over 2}&-{1 \over 2}\\0&0&1&\ 0\end{array}}\right)}
- Von Zeile 1 wird subtrahiert: 1 × Zeile 3.
- Von Zeile 2 wird subtrahiert: 3/2 × Zeile 3.

{\displaystyle \left({\begin{array}{ccc|c}1&1&0&\ 0\\0&1&0&-{1 \over 2}\\0&0&1&\ 0\end{array}}\right)}
- Von Zeile 1 wird subtrahiert: 1 × Zeile 2.

{\displaystyle \left({\begin{array}{ccc|c}1&0&0&\ {1 \over 2}\\0&1&0&-{1 \over 2}\\0&0&1&\ 0\end{array}}\right)}
Diese Matrix wird auf unsere Gleichungen zurück übertragen. Wir erhalten:
{\displaystyle a={\frac {1}{2}},\ b=-{\frac {1}{2}},\ c=0}.